# Annulohypoxylon gombakense
Annulohypoxylon gombakense är en svampart som först beskrevs av M.A. Whalley, Y.M. Ju, J.D. Rogers & Whalley, och fick sitt nu gällande namn av Y.M. Ju, J.D. Rogers & H.M. Hsieh 2005. Annulohypoxylon gombakense ingår i släktet Annulohypoxylon och familjen kolkärnsvampar.   Inga underarter finns listade i Catalogue of Life.